# Tina isaloensis
Tina isaloensis är en kinesträdsväxtart som beskrevs av Emmanuel Drake del Castillo. Tina isaloensis ingår i släktet Tina och familjen kinesträdsväxter. Inga underarter finns listade i Catalogue of Life.